# Пенко Андреев
Пенко Иванов Андреев е български офицер, полковник, военен летец.

## Биография
Роден е на 28 октомври 1952 г. в плевенското село Ореховица. Завършва Висшето народно военновъздушно училище „Георги Бенковски“. Службата му започва трети учебен авиополк в училището в Долна Митрополия като инструктор. Известно време е заместник-началник на авиополка. През 1976 г. е вербуван като агент на Трето управление на Държавна сигурност с псевдоним Ивайло. От 1990 до 1995 г. е командир на дванадесета учебна авиобаза (до есента на 1994 г. е командир на втори учебен авиополк). Завършил е Военната академия в София и Военната академия на Въоръжените сили на Генералния щаб на СССР. В отделни периоди е началник на Инспекцията по безопасност на полетите в Главния щаб на ВВС. В периода 3 май 1999– 1 октомври 2002 е началник на Висшето военновъздушно училище „Георги Бенковски“. Умира на 5 юли 2018 г.